# 穆泰
穆泰（5世纪—496年），本名石洛，代人。孝文帝赐名泰。北朝魏孝文帝时尚书右仆射。

## 生平
穆泰是北魏开国功臣太尉穆崇玄孙，南部尚书穆真子。以功臣子孙，娶章武长公主。拜驸马都尉。主管羽猎四曹事务，赐爵冯翊侯。冯太后囚禁孝文帝，想要废黜，穆泰极力谏阻冯太后废孝文帝，获孝文帝宠信。历任殿中尚书，加散骑常侍、安西将军，进爵为冯翊公。出任为镇南将军、洛州刺史。后来入朝拜为右光禄大夫、尚书右仆射，再出为定州刺史，太和二十年（496年）改为恒州刺史，改封冯翊县开国侯。
孝文帝迁都洛阳，穆泰不满迁都改制，图谋叛乱，太和二十一年（497年），与保守贵族元隆、定州刺史陆叡等起兵反对孝文帝的迁都和改革，谋立阳平王元颐为皇帝，在平城（今山西大同市东北）发动叛乱。元颐向孝文帝报告此事，穆泰自度难保，出走，孝文帝令李焕、元澄发动并州、肆州军队讨伐。穆泰率数百人攻元澄使者，战败，被擒。孝文帝至代，穆泰被杀。

## 子
- 穆伯智，八岁时侍学東宮，十岁时太子洗馬、散騎侍郎，迎娶饒陽公主，封駙馬都尉，早逝
- 穆士儒，字叔賢，流放涼州，後归還，任太尉参軍事